# Aholampi (sjö i Ruokolax, Södra Karelen)
Aholampi är en sjö i kommunen Ruokolax i landskapet Södra Karelen i Finland. Sjön ligger 94,8 meter över havet. Den är 18,52 meter djup. Arean är 55 hektar och strandlinjen är 5,85 kilometer lång. Sjön  ingår i Vuoksens huvudavrinningsområde.   Den ligger omkring 48 km nordöst om Villmanstrand och omkring 250 km nordöst om Helsingfors. 